# Sori
Sori je menší italské město v regionu Ligurie, v provincii Genova. Leží v severozápadní části Itálie, v Janovském zálivu, místně v zálivu Golfo Paradiso, na pobřeží Ligurského moře. Je součástí Italské riviéry, respektive její východní části Riviery di Levante. Leží 15 km jihovýchodně od Janova, hlavního města Ligurie. Hlavními ekonomickými zdroji místních obyvatel jsou turismus a pěstování oliv. Na místním hřbitově odpočívá známý komediální herec Paolo Villaggio.